# Saint-Laurent-de-Cognac
Saint-Laurent-de-Cognac är en kommun i departementet Charente i regionen Nouvelle-Aquitaine i västra Frankrike. Kommunen ligger  i kantonen Cognac-Sud som ligger i arrondissementet Cognac. År 2022 hade Saint-Laurent-de-Cognac 832 invånare.

## Befolkningsutveckling
Antalet invånare i kommunen Saint-Laurent-de-Cognac
Referens:INSEE